# 坂出市立加茂小学校
坂出市立加茂小学校（さかいでしりつかもしょうがっこう）は、香川県坂出市加茂町にある公立小学校。

## 概要
坂出市のJR 予讃線 鴨川駅の東側に位置する小学校である。

## 歴史

### 沿革
- 1887年　冠山、綾川、犢山の3校を統合して、三ヶ村立鴨尋常小学校を発足[1]
- 1893年　加茂村立加茂尋常小学校を設立
- 1915年　高等科を併置し、加茂村立加茂尋常高等小学校と改称
- 1941年　加茂村立加茂国民学校と改称
- 1947年　加茂村立加茂小学校と改称
- 1951年　坂出市と合併し、坂出市立加茂小学校と改称

### 全校児童数の推移
坂出市立加茂小学校の児童数は、1985年以降減少傾向である。
- 1975年：319人
- 1976年：349人
- 1977年：330人
- 1978年：352人
- 1979年：346人
- 1980年：346人
- 1981年：345人
- 1982年：344人
- 1983年：342人
- 1984年：336人
- 1985年：357人
- 1986年：341人
- 1987年：328人
- 1988年：331人
- 1989年：324人
- 1990年：318人
- 1991年：311人
- 1992年：301人
- 1993年：278人
- 1994年：256人
- 1995年：239人
- 1996年：225人
- 1997年：213人
- 1998年：217人
- 1999年：204人
- 2000年：203人
- 2001年：198人
- 2002年：192人
- 2003年：190人
- 2004年：184人
- 2005年：199人
- 2006年：200人
- 2007年：191人
- 2011年：182人[3]
- 2014年：181人[4]

## 進学先中学校
- 坂出市立白峰中学校

## 交通
- JR 予讃線 鴨川駅より徒歩9分

## 通学区域
加茂町